# Oľšavka, Stropkov
Oľšavka este o comună slovacă, aflată în districtul Stropkov din regiunea Prešov. Localitatea se află la altitudinea de 286 m deasupra n.m., se întinde pe o suprafață de 8,54 km2 și în 2017 număra 209 locuitori. Se învecinează cu comuna Kožuchovce.

## Istoric
Localitatea Oľšavka este atestată documentar din 1551.

## Demografie
| An:                | 1994 | 2004   | 2014   | 2024    |
| ------------------ | ---- | ------ | ------ | ------- |
| Număr de persoane: | 258  | 237    | 219    | 167     |
| Diferență:         |      | −8,13% | −7,59% | −23,74% |

| An:                | 2023 | 2024   |
| ------------------ | ---- | ------ |
| Număr de persoane: | 176  | 167    |
| Diferență:         |      | −5,11% |